# Милятино Евангелие
Миля́тино Ева́нгелие — новгородская пергаменная рукопись XII века, является полным апракосом, содержит 160 листов. Хранится в настоящее время в отделе рукописей РНБ, под шифром F.п. I.7. В нач. XIX в. «Милятино Евангелие» принадлежало известному московскому антиквару И. Ф. Ферапонтову, затем горному инженеру П. К. Фролову, из собрания которого и поступила в фонд библиотеки в 1812 году. До нашего времени рукопись дошла без начала и конца: чтения начинаются в среду 6-й недели по Пасхе и прерываются на чтении в великий вторник. Тем не менее, сохранился последний лист рукописи (л. 160), содержащий приписку попа Домки. Книга украшена инициалами старовизантийского стиля, выполненными киноварью и чернилами. Примечательной особенностью рукописи является подклеенная с внутренней стороны передней крышки миниатюра с изображением Иоанна Богослова, попавшая в Милятино Евангелие из более древней рукописи.

## Датировка рукописи
В настоящее время среди исследователей нет единой точки зрения на время создания Милятина Евангелия. Косвенным образом на время написания указывает запись писца Домки:

Помощию Х(ристо)вою написаша ся с(вя)тии б(ог)овидьци ап(о)с(то)ли .4. еуан(ге)листи iоанъ и матфеи лоука и маркъ аминъ въ голодьное лето написахъ еуан(ге)лие и ап(о)с(то)лъ обое одиномь лет(омь) Дъмъка поп(ъ) оу С(вя)того Лазоря поя а повелелиемь милятиномь лоукиницьмь и крилъ обое книгы на сп(а)сение собе i на съдравие аминъ.

Первым ещё в XIX в. предложил датировку И. И. Срезневский, опираясь на сообщение писца о том, что евангелие написано «в голодное лето». Он предложил датировку — 1215 год. Эта датировка учитывается и в рукописных каталогах XX века, однако предлагаются и более ранние датировки. Л. П. Жуковская склоняется к датировке концом XII века, Б. И. Осипов считает, что Милятино Евангелие написано не позднее середины XII века, а В. Л. Янин предлагает самую раннюю датировку — рубеж XI—XII веков. Такая широкая датировка показывает, что язык рукописи является недостаточно исследованным и требует дальнейшего изучения.

## Писцы рукописи
В создании рукописи принимало участие два основных писца. Первый писец по имени Домка, оставивший выходную запись рукописи, был более опытным: буквы в его почерке относительно ровные, без наклона, в переписанном им тексте мало исправлений. Во втором почерке (см. илл. — л. 45) исправлений заметно больше, иногда исправленные буквы вписаны над строкой рукой Домки, но чаще всего неправильная буква затёрта, а правильная написана после образовавшегося пробела. Второй писец пользуется меньшим набором букв, чем Домка, их начертания имеют наклон, линии неровные.
Кроме почерков основных переписчиков, в Милятином евангелии есть образцы трёх других. Эти три почерка встречаются вкраплениями, один из них дважды (л. 93 об. и л. 95 об.) появляется в тексте Евангелия, а два остальных приходятся на заголовки начала чтений Евангелий от Луки (л. 77 об.) и от Марка (л. 121). По всей видимости, эти вставки были добавлены в рукопись уже после завершения работы по переписыванию основного текста.